# If You're Gone
If You're Gone é uma canção da banda de pop rock Matchbox Twenty. A canção foi o segundo single do álbum Mad Season. A canção, composta pelo líder da banda, Rob Thomas, tornou-se uma canção de sucesso nas rádios que tocam o estilo adult contemporary, e a canção ficou duas semanas no topo da Billboard Hot Adult Contemporary Tracks.  A canção também alcançou a quinta posição na Billboard Hot 100, tornando-se o segundo single de melhor posição nas paradas dos Estados Unidos, ficando atrás apenas do single Bent, do mesmo álbum. A canção é uma de apenas algumas canções do Matchbox Twenty que foi tocado consistentemente na turnê solo de Rob Thomas, e continua uma canção de referência no estilo adult contemporary mesmo nove anos após o seu lançamento. De fato, Rob confessou recentemente numa turnê da Matchbox Twent que ele compôs inicialmente esta canção apenas por escrevê-la; ele nunca sonhou em levá-la para o álbum, muito menos imaginou que iria se tornar um grande sucesso. O final da canção executa amostras fiéis (nota por nota) de "When the Rainbow Comes" de World Party, de seu álbum Goodbye Jumbo, de 1990.

## Videoclipe
O videoclipe da canção, dirigida por Pedro Romhanyi, é filmada completamente em preto e branco e destaca apenas a banda (juntamente com dois trompetistas e um trombonista) tocando no topo de um prédio durante a noite. Na metade do videoclipe, Rob Thomas vai até a beira do telhado e abre seus braços, como se estivesse pronto para pular. No entanto, Rob dá meia-volta e retorna para o local onde a banda está tocando. Perto doo fim do videoclipe, o sol nasce e ilumina todo o telhado e os prédios vizinhos da cidade.

## Paradas
| Top (2000)                                               | Melhor posição |
| -------------------------------------------------------- | -------------- |
| Estados Unidos - Billboard Hot 100                       | 5              |
| Estados Unidos - Billboard Hot Adult Contemporary Tracks | 1              |
| Estados Unidos - Billboard Adult Top 40                  | 1              |
| Estados Unidos - Billboard Top 40 Mainstream             | 4              |
| Austrália - ARIA Singles Chart                           | 18             |
| Países Baixos - Dutch Singles Chart                      | 95             |
| Nova Zelândia - RIANZ Singles Chart                      | 12             |
| Reino Unido - UK Singles Chart                           | 50             |